# Ріхард Бекер
Ріхард Бекер (нім. Richard Becker; 21 лютого 1911, Альтона — 28 червня 2000, Гамбург) — німецький офіцер-підводник, капітан-лейтенант крігсмаріне. Кавалер Німецького хреста в золоті.

## Біографія
5 квітня 1935 року вступив на флот. З 24 січня по серпень 1944 року — командир підводного човна U-218, на якому здійснив 8 походів (разом 372 дні в морі), з 26 жовтня по 11 листопада 1944 року — U-2503.
Всього за час бойових дій потопив 1 корабель водотоннажністю 146 тонн і пошкодив 2 кораблі загальною водотоннажністю 14 538 тонн.
| Дата             | Назва корабля                                 | Тип                          | Тоннаж | Вантаж          | Екіпаж | Загинули | Країна             | Конвой |
| ---------------- | --------------------------------------------- | ---------------------------- | ------ | --------------- | ------ | -------- | ------------------ | ------ |
| 11 вересня 1942  | Fjordaas (пошкоджений)                        | Тепловий танкер              | 7,361  | Баласт          | ?      | 0        | Норвегія           | ON-127 |
| 5 листопада 1943 | Beatrice Beck                                 | Вітрильник                   | 146    | Тріска          | 13     | 13       | Британська імперія |        |
| 6 липня 1944     | HMS Empire Halberd (F160) (пошкоджений міною) | Десантний корабель (LSI (L)) | 7,177  | Десантний катер | 271    | 0        | Британська імперія |        |

## Звання
- Кандидат в офіцери (5 квітня 1935)
- Фенріх-цур-зее (1 липня 1935)
- Оберфенріх-цур-зее (1 січня 1937)
- Лейтенант-цур-зее (1 квітня 1937)
- Оберлейтенант-цур-зее (1 квітня 1939)
- Капітан-лейтенант (1 березня 1942)

## Нагороди
- Медаль «За вислугу років у Вермахті» 4-го класу (4 роки)
- Залізний хрест
  - 2-го класу (22 грудня 1939)
  - 1-го класу (13 жовтня 1943)
- Нагрудний знак підводника (28 вересня 1941)
- Нагрудний знак пілота (13 березня 1943)
- Німецький хрест в золоті (14 лютого 1944)
- Фронтова планка підводника в бронзі (18 жовтня 1944)